# Красная Сопка (Псковская область)
Красная Сопка — деревня на северо-западе Бежаницкого района Псковской области.  Входит в состав сельского поселения Ашевское.
Расположена на берегу реки Цвенка (приток Уды), в 34 км к северо-западу от райцентра Бежаницы и в 10 км к северо-западу от села Ашево.
Численность населения деревни составляет 13 жителей (2000 год).
До 3 июня 2010 года деревня входила в состав ныне упразднённой Ашевской волости.